# Chapelle Sainte-Barbe de Plouharnel
Pour les articles homonymes, voir Chapelle Sainte-Barbe.
La « chapelle Sainte-Barbe » est située  au lieu-dit Sainte-Barbe, sur la commune de Plouharnel dans le Morbihan.

## Historique
La chapelle est située dans un hameau longtemps appelé « Pen er Bloé », autrement dit « le village du bout de la paroisse ».
La chapelle fait l'objet d'une inscription au titre des monuments historiques par arrêté du 15 juin 1925.
Ce monument a été un site important de la Bataille de Sainte-Barbe durant l'expédition de Quiberon qui se déroula lors de la Chouannerie.

## Architecture
La chapelle est édifiée en forme rectangulaire et présente des contreforts à retraits et pinacles, crosses et choux rampants. Elle possède un clocher carré au-dessus de la porte occidentale encadrée de clochetons. Deux statues incomplètes surmontent les contreforts d'angle de la façade.

### Le portail occidental

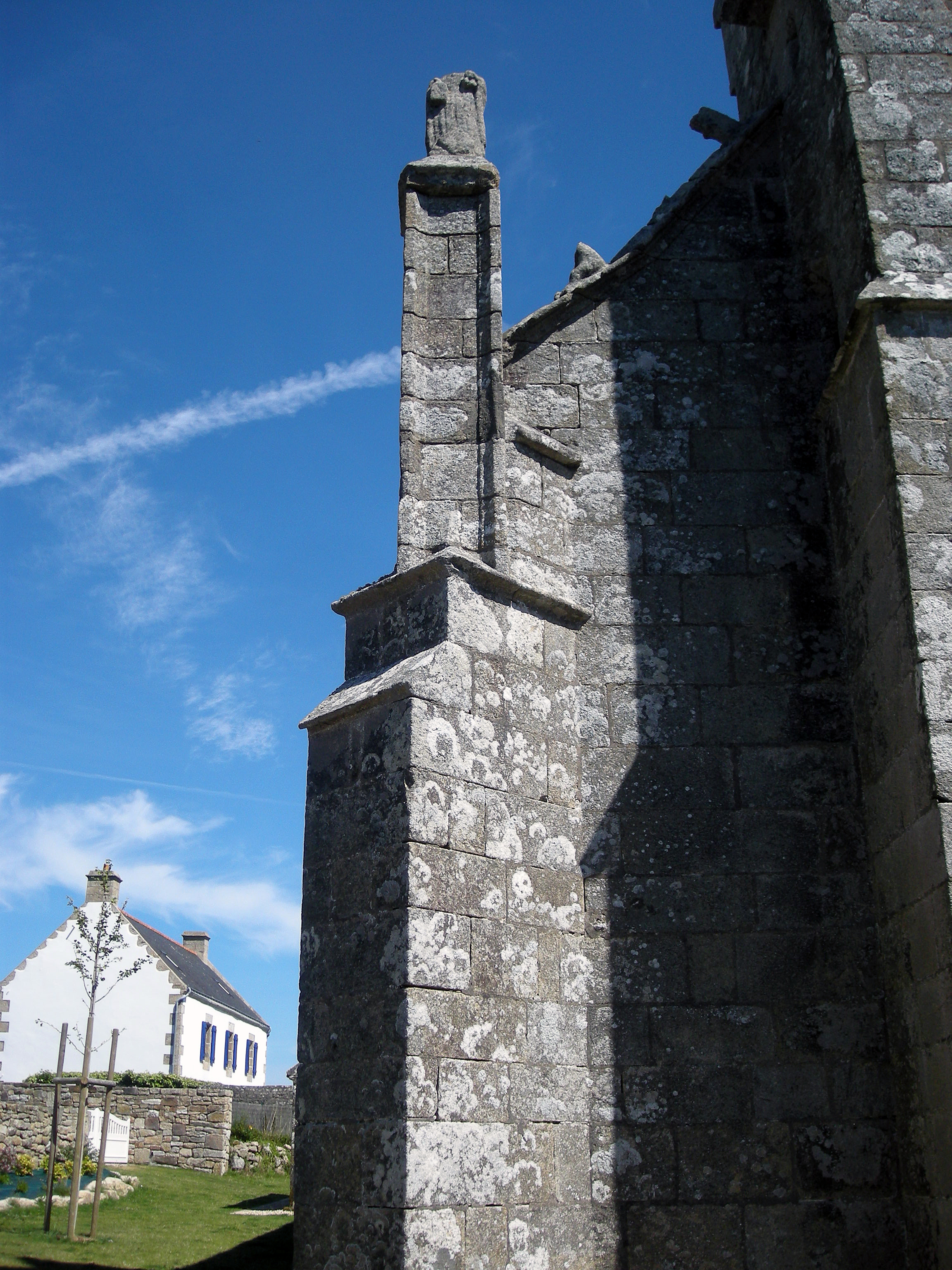
Le pinacle nord à gauche du portail
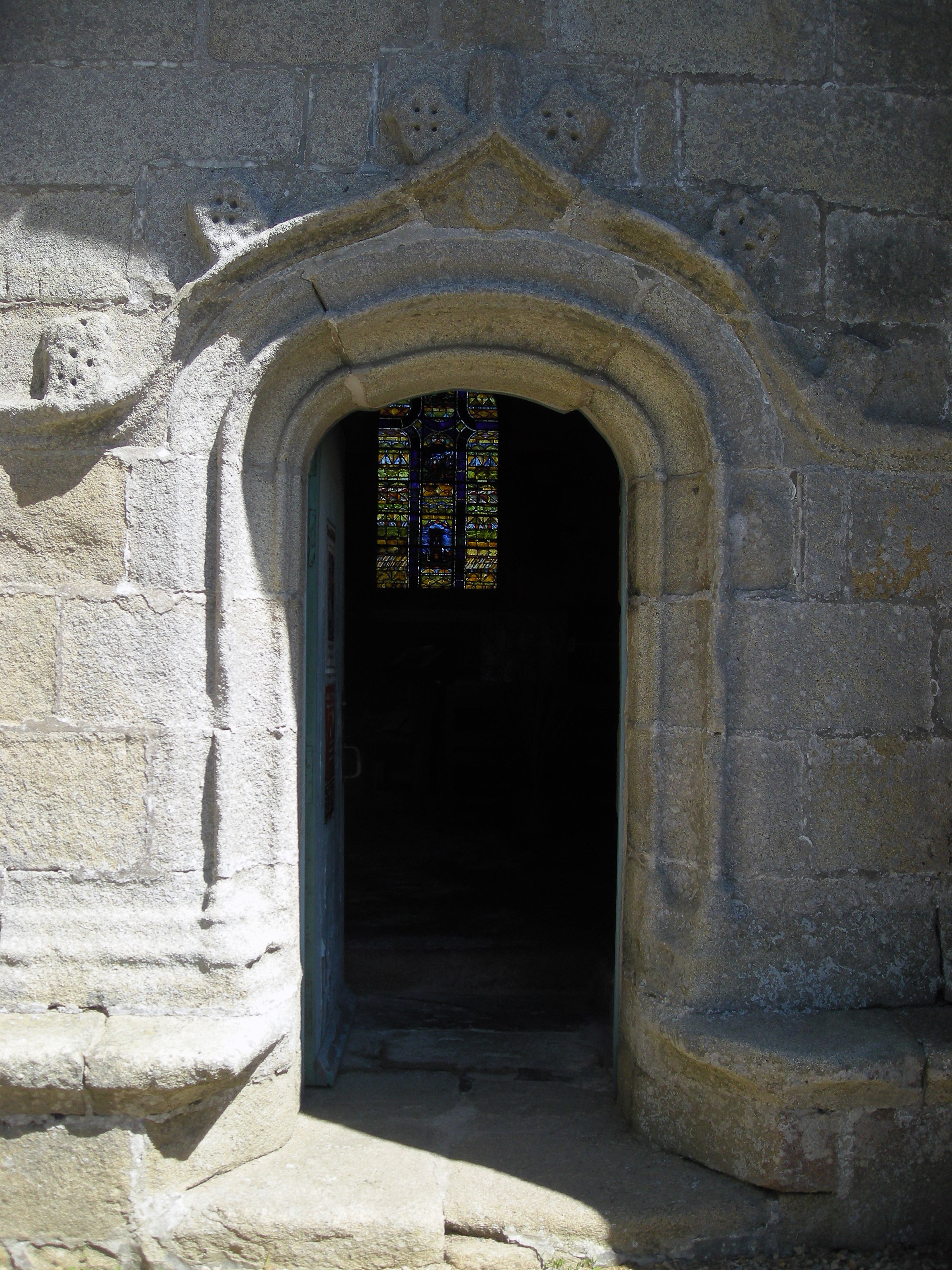
Le portail occidental
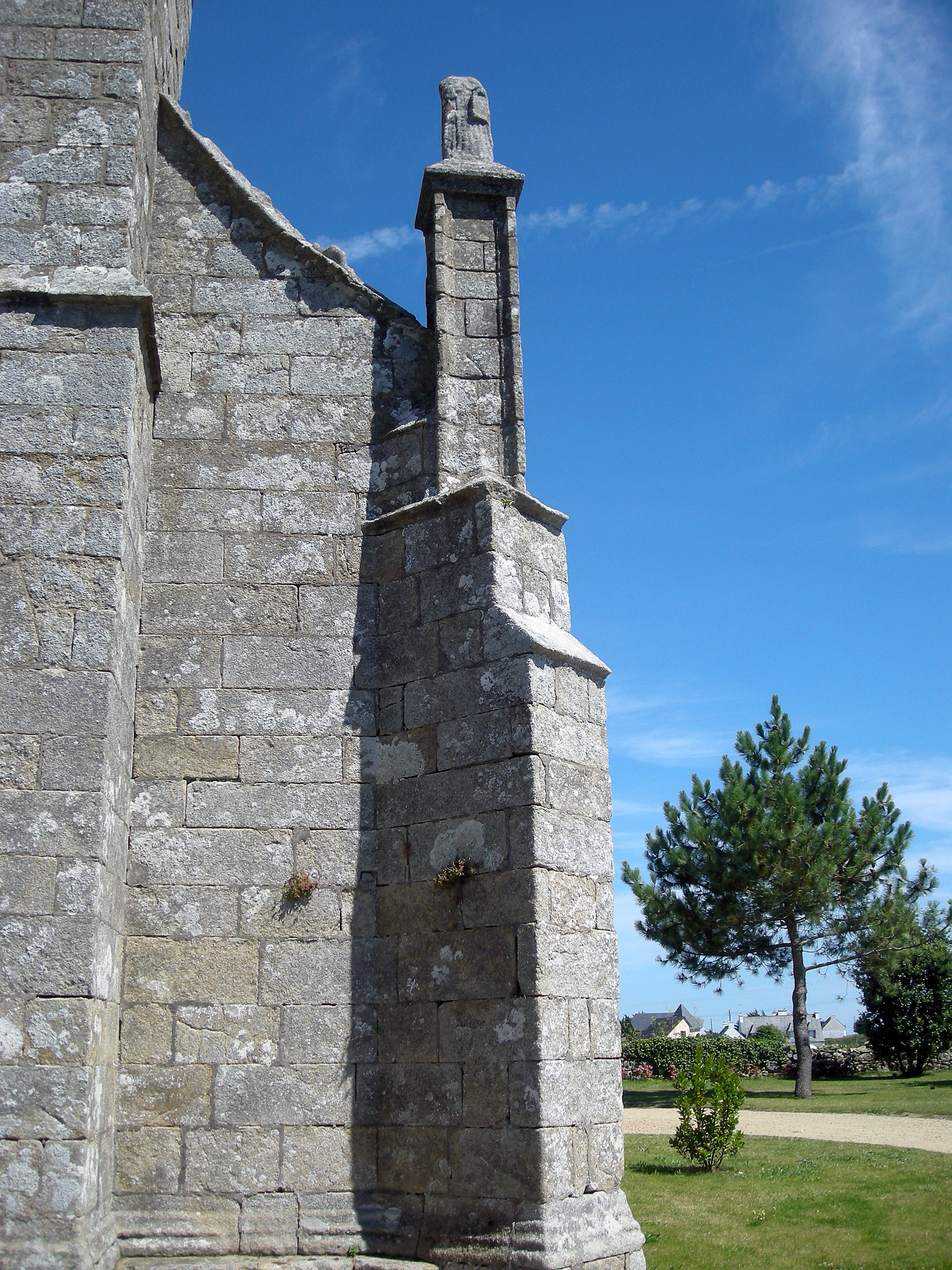
Le pinacle sud à droite du portail

Les pinacles sont surmontés chacun d'une statue, dont les têtes furent brisées lors de la Révolution[réf. nécessaire].

### Le clocher
Le clocher de la chapelle Sainte-Barbe a été récemment rénové et une nouvelle girouette en forme de poisson a été posée en remplacement de l'ancienne qui était tombé au sol.

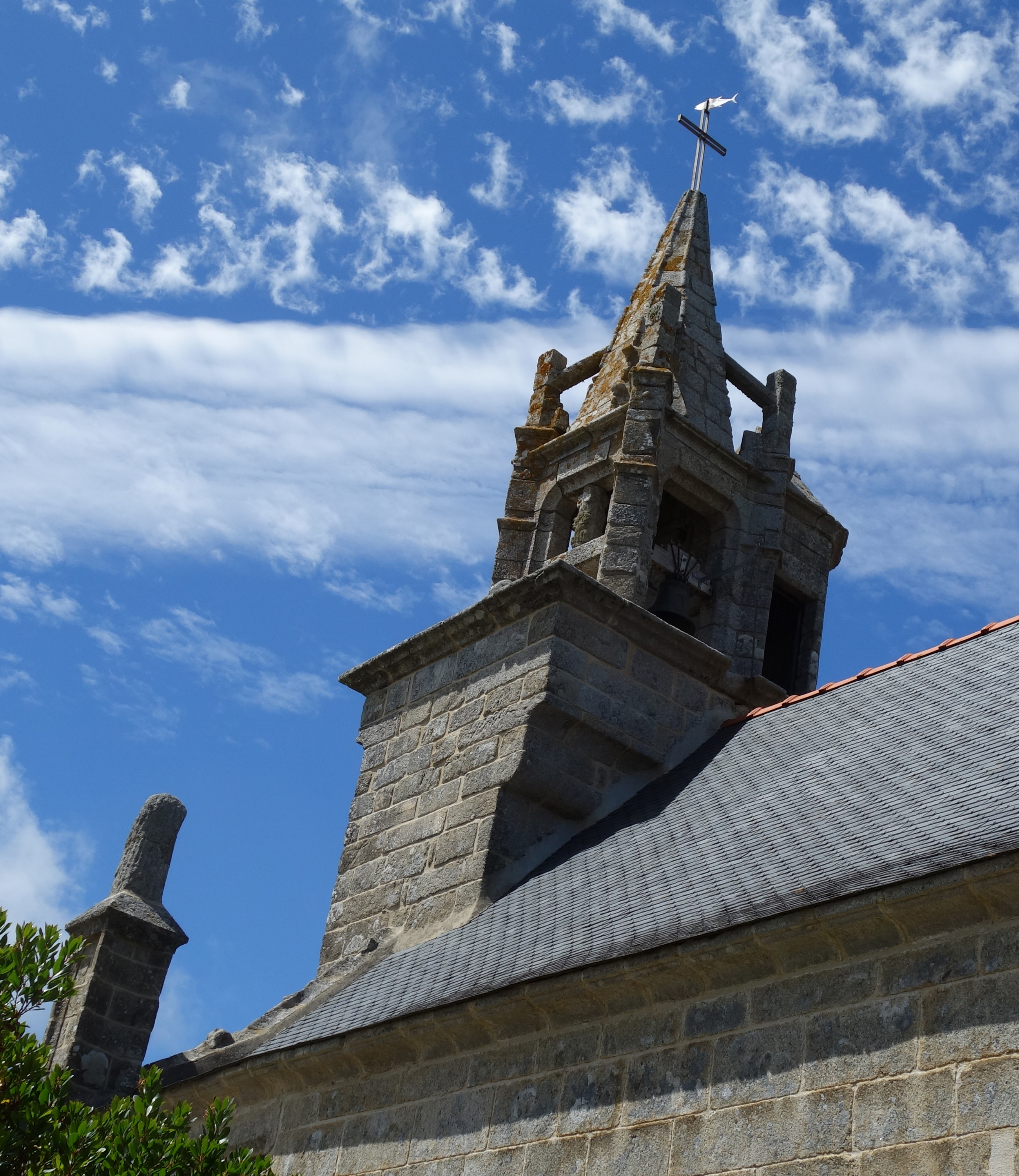
Le clocher en 2022

### La façade Nord
La porte nord est en arc brisé mouluré. Elle est surmontée d'une archivolte à crochets et chevron.
Un banc de pierre s'aligne le long de la façade.

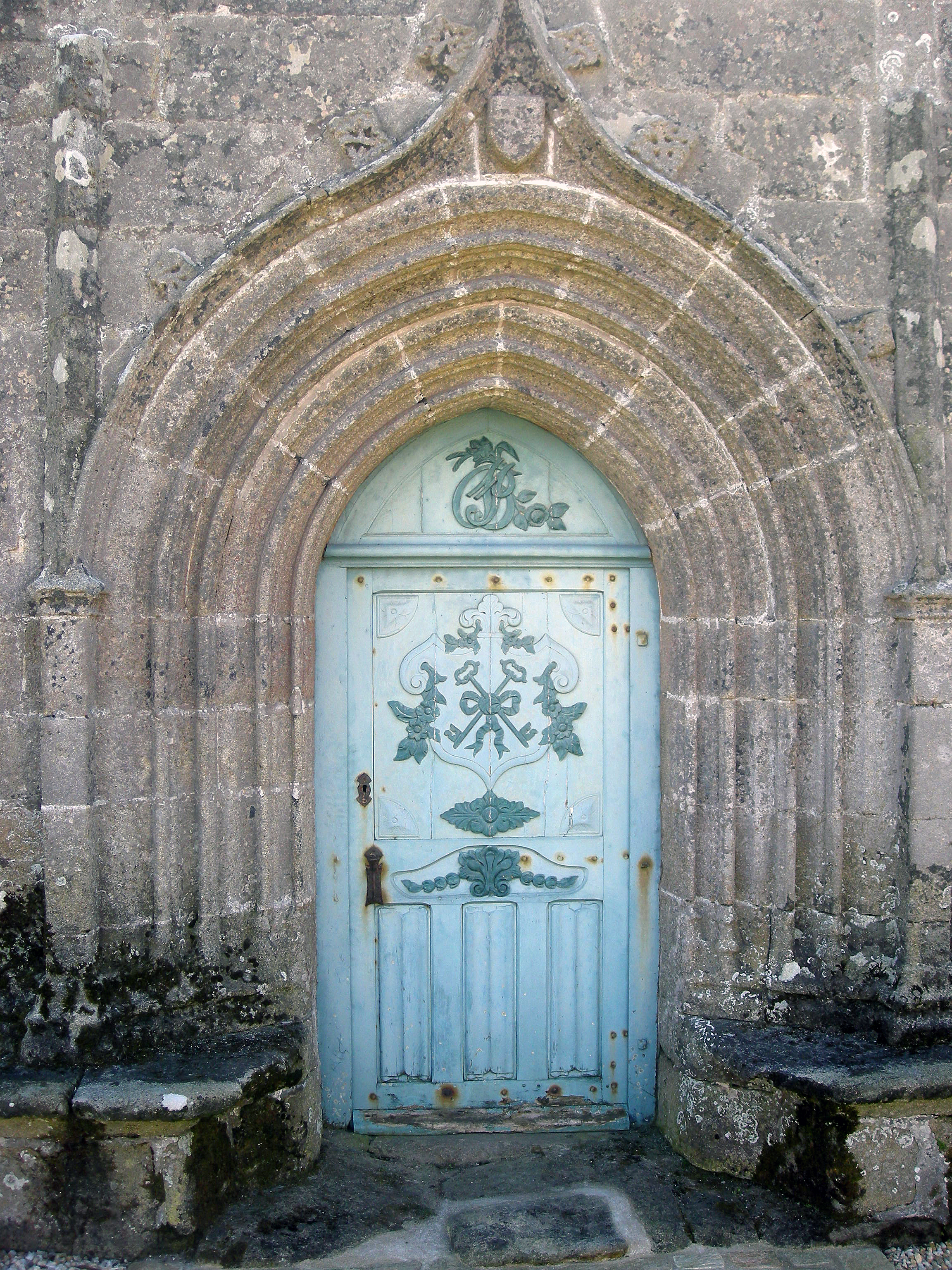
La porte nord

## Mobilier
En 1876, l'intérieur de la chapelle fut entièrement saccagé.

### Le Chœur
Le vitrail retrace la vie de sainte Barbe. La tour où son père voulait l'enfermer pour éviter tout contact avec les chrétiens est présente. Le père qui lève son épée sur sa fille qui ne veut pas renier sa religion, est représenté au centre. Le père foudroyé, châtiment céleste, est représenté en haut du vitrail.

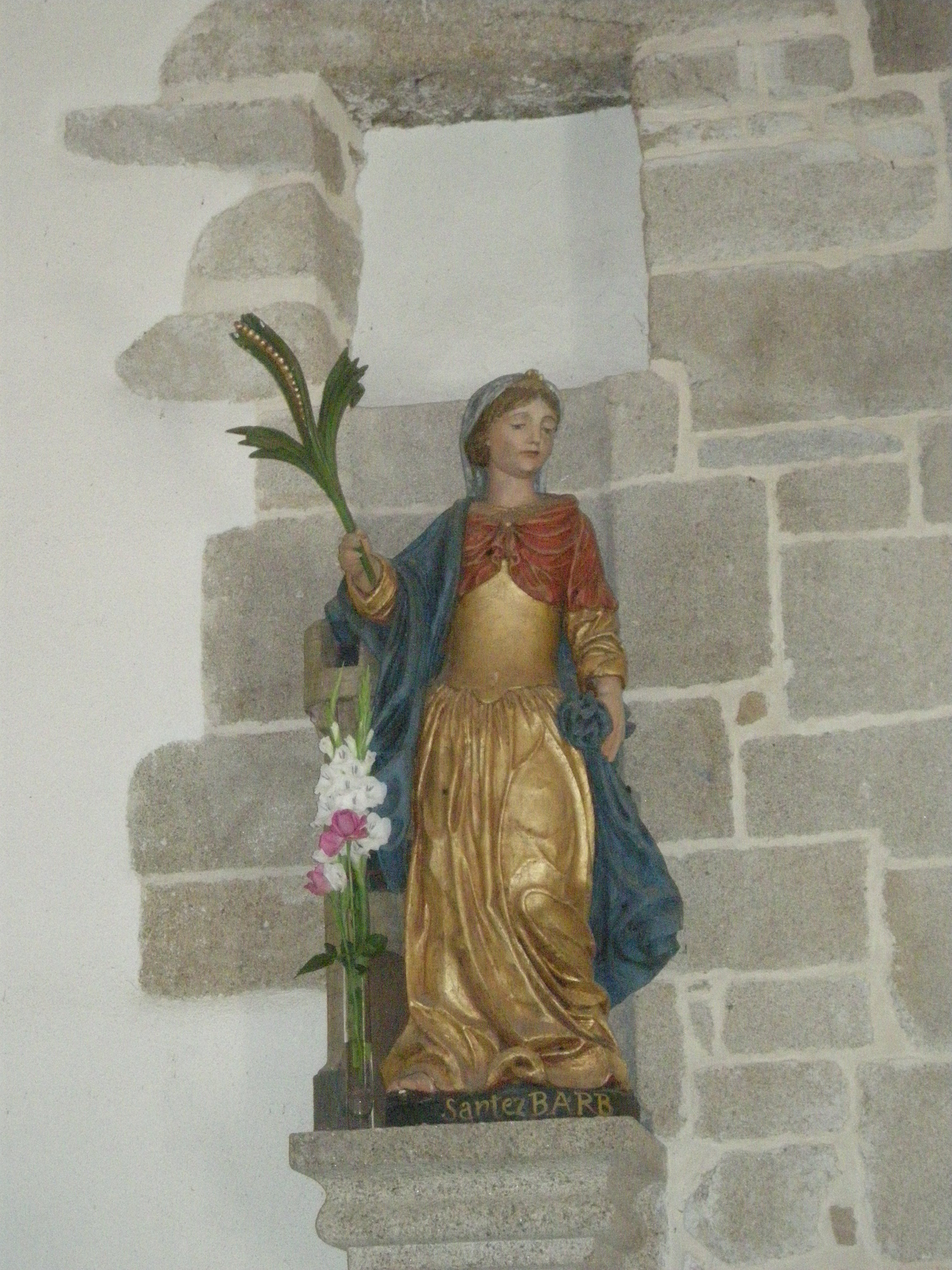
La statue de Sainte-Barbe.
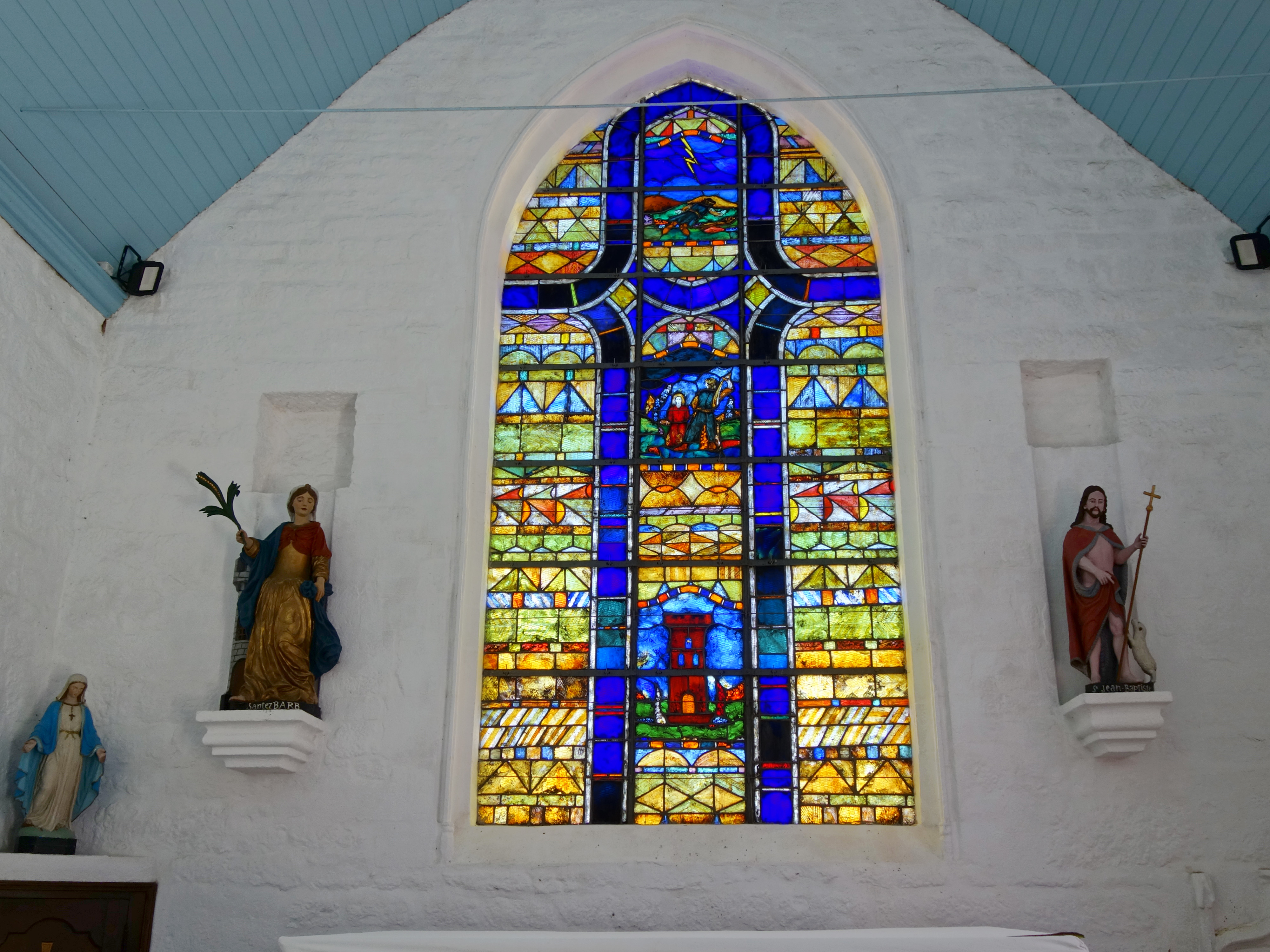
Le vitrail
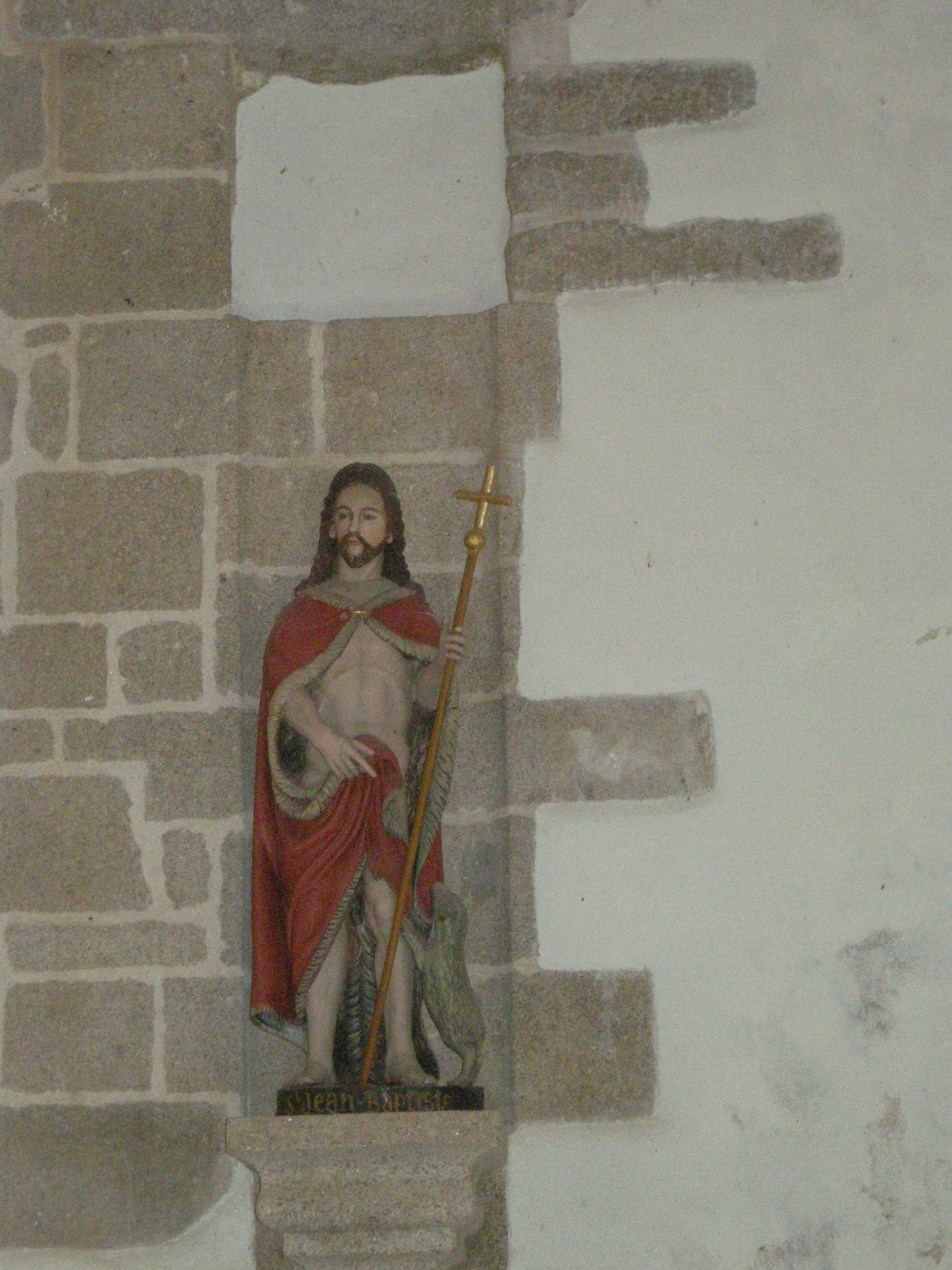
La statue de Jean Baptiste.

Le vitrail  a été réalisé entre 1979 et 1980 par le maître verrier Gérard Milon.
À droite de l'autel, se trouve une remarquable crédence ou piscine.

### La nef
Sur le mur ouest, un escalier permet d'accéder au clocher. Ce clocher est célèbre depuis que le général Hoche y avait établi un observatoire vers 1795 lors de l'affaire de Quiberon.
Au centre du mur sud, une niche devait être une crédence. Cette chapelle devait sans doute posséder un second autel, situé au centre de la chapelle ; cette configuration est rarement rencontrée.
L'intérieur de la chapelle a été récemment rénovée (2018-19) grâce au travail de l'association « Les Amis de la chapelle et du site de Sainte-Barbe ».

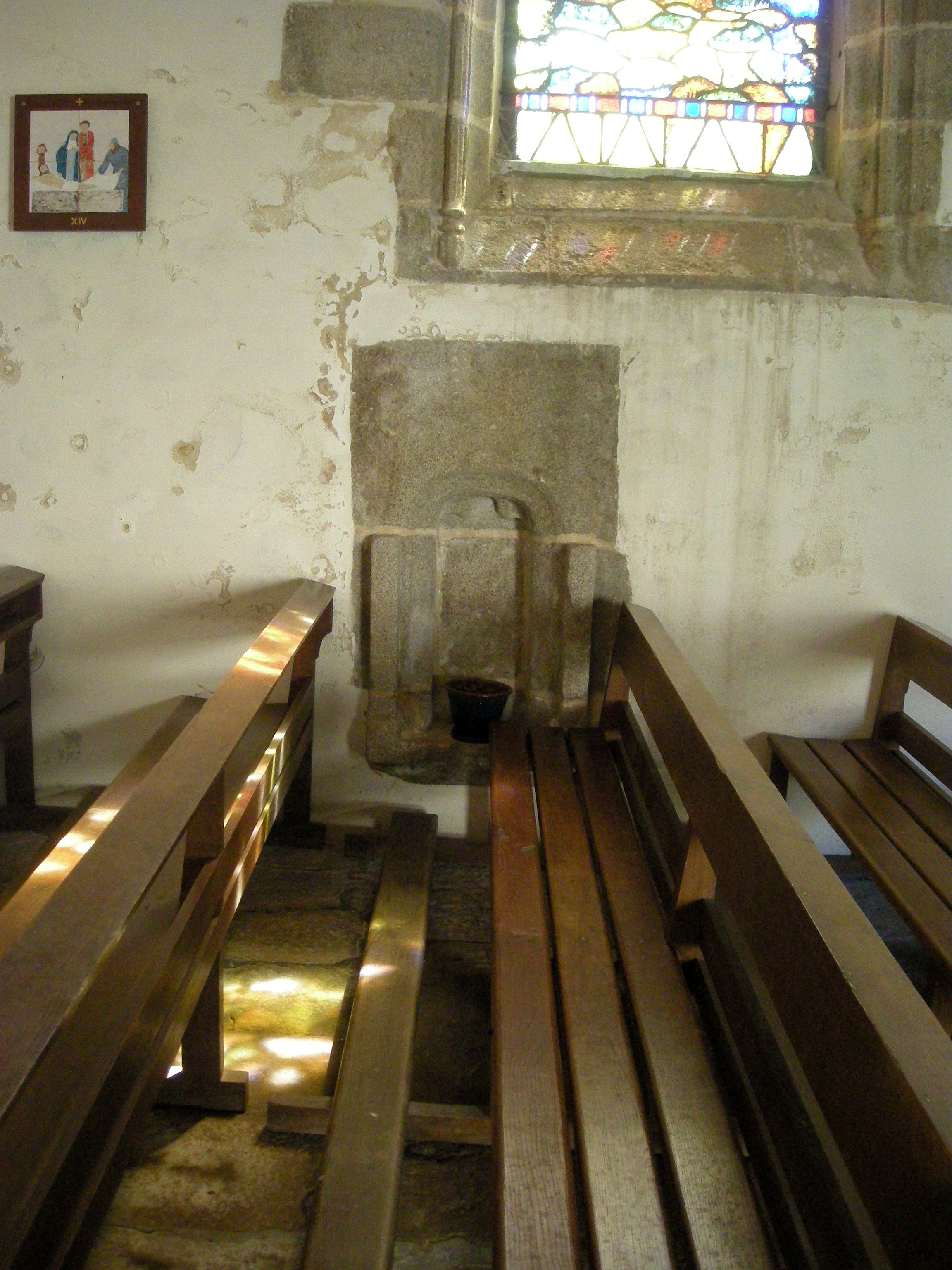
La crédence centrale, sur le mur sud
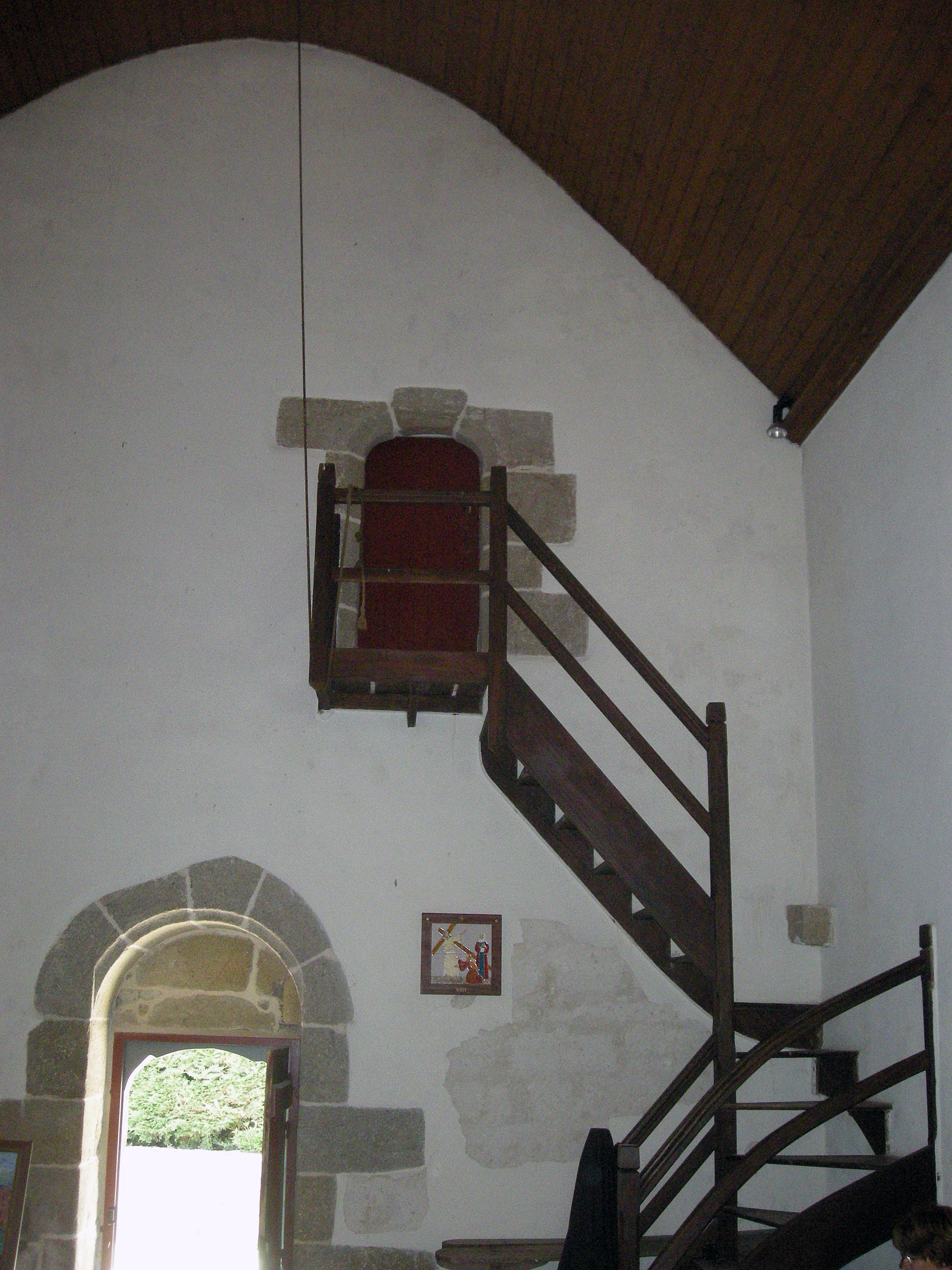
L'escalier qui permet l'accès au clocher
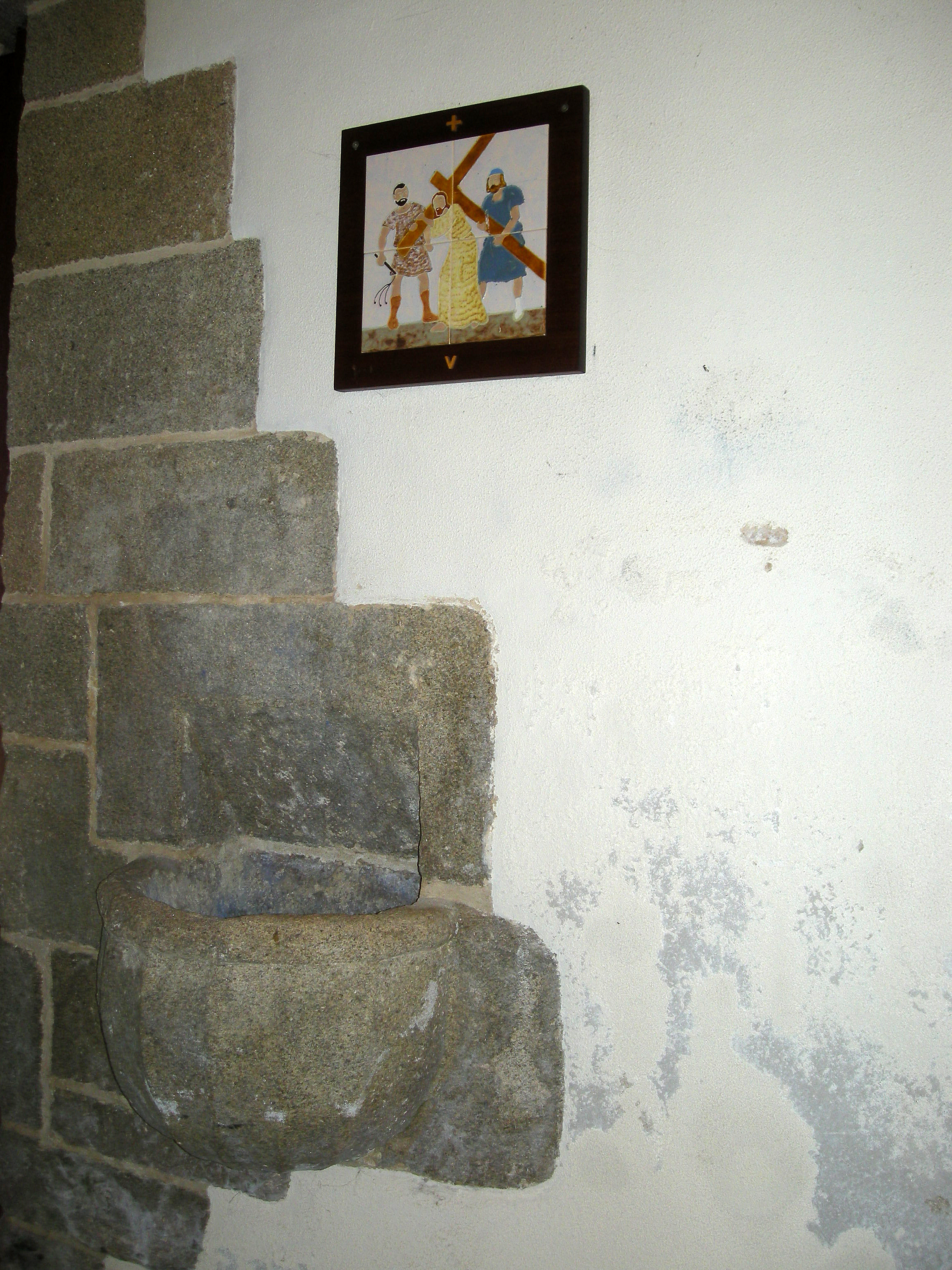
Le bénitier de la porte nord